# 엘리펀트 짐
엘리펀트 짐(Elephant Gym, 중국어 정체자: 大象體操, 한자음: 대상체조)은 대만 가오슝시에서 2012년 2월에 결성한 매스 록 밴드이다. 남매인 KT 창, 텔 창과 드러머 치아친(Tu Chia-Chin)의 3인으로 구성되어 있다. 《Angle》로 2014년 제5회 대만 골든 인디 뮤직 어워즈 최고 스타일 앨범을 수상하였고, 2019년 제10회 골든 인디 뮤직 어워즈에서 《Underwater》로 최고 밴드상을 수상했다.

## 구성원
- KT 창 (KT Chang, 베이스, 보컬)
- 텔 창 (Tell Chang, 피아노, 기타, 보컬)
- 치아친 (Tu Chia-Chin, 드럼)

## 디스코그래피
스튜디오 앨범
- Balance EP (2013)
- Angle (2014)
- Work EP (2016)
- Underwater (2018)
- Dreams (2022)
- World (2023)

싱글
- Gaze at Blue (2019)
- Dear Humans (2020)
- Go Through the Night (2021)